# Museum Jorn
Das Museum Jorn ist ein Museum für moderne und zeitgenössische Kunst in der dänischen Stadt Silkeborg.

## Sammlung
Die Sammlung umfasst ca. 2.000 Arbeiten des dänischen Künstlers Asger Jorn (1914–1973), darunter zahlreiche Hauptwerke wie das Monumentalgemälde Stalingrad und der 13 Meter lange Gobelin Die lange Reise. Jorns Gemälde, Zeichnungen, Keramiken, Grafiken und textile Werke machen ein Zehntel der etwa 20.000 registrierten Sammlungsobjekte aus. Asger Jorn hatte seine Privatsammlung mit über 5.000 Werken bereits zu Lebzeiten der Stadt Silkeborg übereignet. Sie enthält Werke dänischer und internationaler Vertreter der Klassischen Moderne und der spontan–abstrakten Kunst des 20. Jahrhunderts.
Seitdem wurde die Sammlung ständig erweitert. Aktuell sind über 500 Künstler repräsentiert, insbesondere mit grafischen Arbeiten. Neben Werken von Lucio Fontana, Fernand Léger, Joan Miró, Max Ernst, Jean Dubuffet, Jean Arp, Edvard Munch, Henri Michaux, Wols, Enrico Baj, Wifredo Lam, Wilhelm Freddie, Roberto Matta und Mitgliedern der Gruppen CoBrA und SPUR umfasst die Sammlung des Museum Jorn heute auch Positionen der jüngeren Kunst – darunter Arbeiten von Bjørn Nørgaard, A. R. Penck und Georg Baselitz sowie etwa 40 Gemälde und sämtliche 1.500 Radierungen des dänischen Künstlers Per Kirkeby. Das Museum Jorn besitzt zudem mit rund 100 Werken eine der größten Sammlungen an Gemälden, Holzschnitten und Zeichnungen des Malers Aksel Jørgensen, welcher Lehrer von Asger Jorn war.

## Geschichte und Architektur
1940 begann der Museumsverein Silkeborg mit dem Ankauf moderner Kunst, die 1951 im lokalgeschichtlichen Museum von Silkeborg ein Zuhause fand. 1961 wurden Ausstellungsräume in ein Gebäude der Th. Langs Skole (dt. Theodora-Lang-Schule) im Stadtzentrum verlegt. Dort wurde 1965 das Silkeborg Kunstmuseum als selbständige Institution begründet.
1982 zog das Museum in einen von Niels Frithiof Truelsen gestalteten Neubau am nahegelegenen Fluss Gudenå um. Der etwa 2.000 Quadratmeter Ausstellungsfläche umfassende Museumskomplex ist von Constantin Brâncușis Atelier vor dem Centre Pompidou in Paris inspiriert. 1998 wurde der Bau nach Plänen desselben Architekten um einen Flügel mit ca. 1.000 Quadratmetern Ausstellungsfläche vergrößert.
Im Zuge einer Neueröffnung des Museums im Jahr 2010 wurde der Name von Silkeborg Kunstmuseum in Museum Jorn geändert.
Eine Sonderausstellung zum 100. Geburtstag von Asger Jorn 2014 präsentierte Werke von Goya, Miró, Kandinsky, Picasso, de Kooning, Ernst und Pollock.